# Введенское (озеро)
Введе́нское — озеро на западе Владимирской области, в четырёх километрах от города Покрова. Прежде было известно как Вяцкое или, в более современной транскрипции, Вятское: «… села Покрова озеро Вяцкое в длину сажен с двести, поперёк сажен с полтораста…» Существует две версии о происхождении этого топонима: согласно первой, имя озера связано с жившими здесь переселенцами из земли вятичей, согласно же второй, оно является подвергшимся изменению более ранним названием Вязкое, связанным с илистостью прибрежного дна. В «Статистическом описании Покровской округи, составленном в 1815 году» озеро называется Вятерево. Современное название за водоёмом закрепилось уже в советские времена.
Площадь водного зеркала Введенского озера теперь определяют в 30 га. В согласии же с планом 1778 г. его площадь была 35 десятин 684 кв.сажени, что в переводе на метрические единицы составляет примерно 38,5 га. На озере, близ его восточного берега, есть «небольшой остров, на коем построена Введенская пустынь». Если его площадь учитывали при подсчёте общей площади водоёма в 1778 году, тогда разница между современными данными и цифрами того времени объяснима. Озеро лежит на высоте 121 метр над уровнем моря. Сток осуществляется в озеро Чёрное по мелиоративной канаве и далее — через реки Щитка и Вольга в Клязьму.

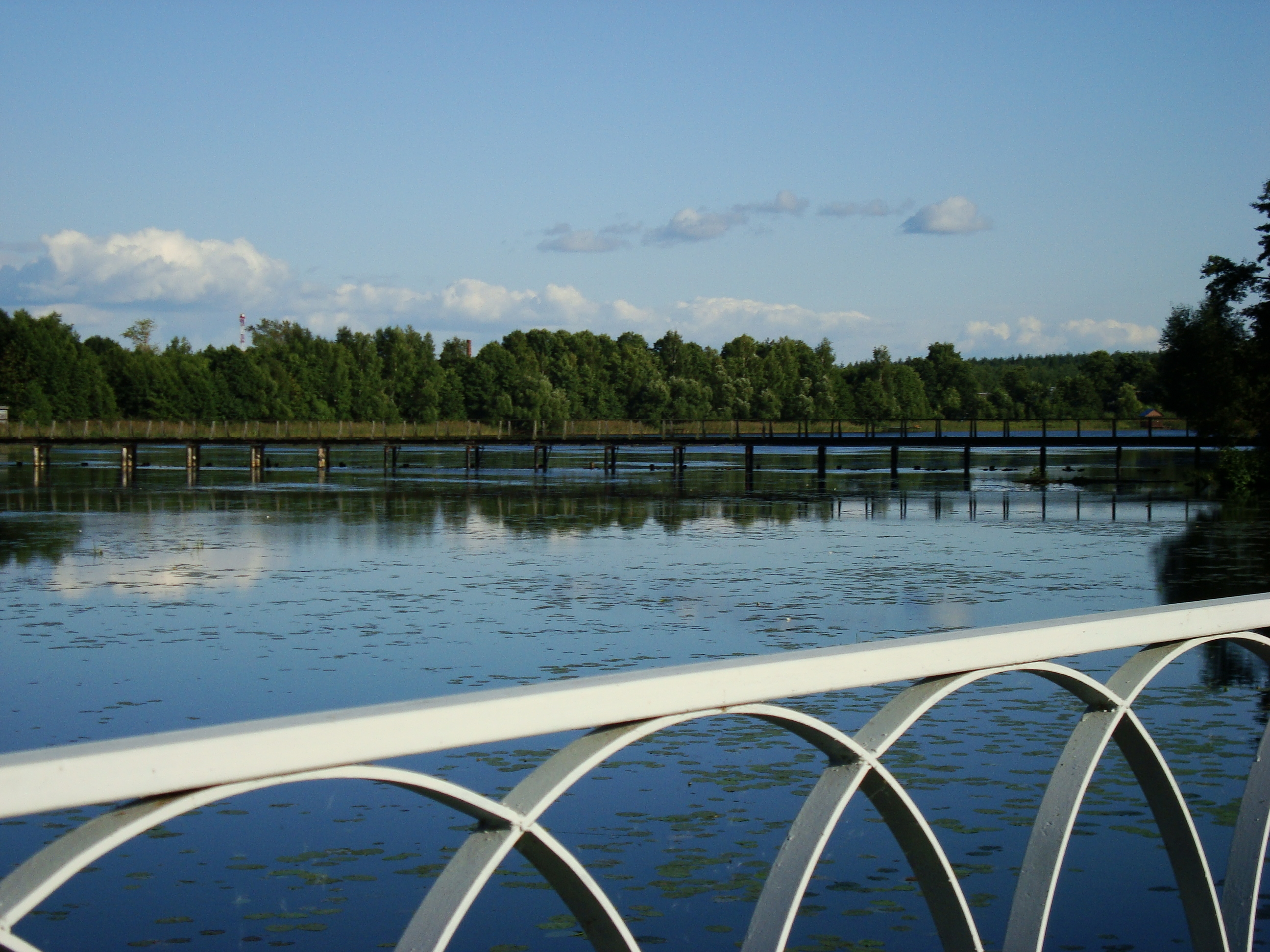
Мосты к Свято-Введенскому островному монастырю. Старый мост, теперь закрытый, — на заднем плане.

Берега озера, что «длиною 1 ½ вёрст», болотистые и местами песчаные, с запада и юга поросшие сосново-берёзовым лесом. На восточном берегу расположен посёлок Введенский, от которого идёт шоссе к Покрову. Свято-Введенский Островной монастырь, связанный с посёлком двумя мостами, основан в 1708 году, тогда — как мужской.

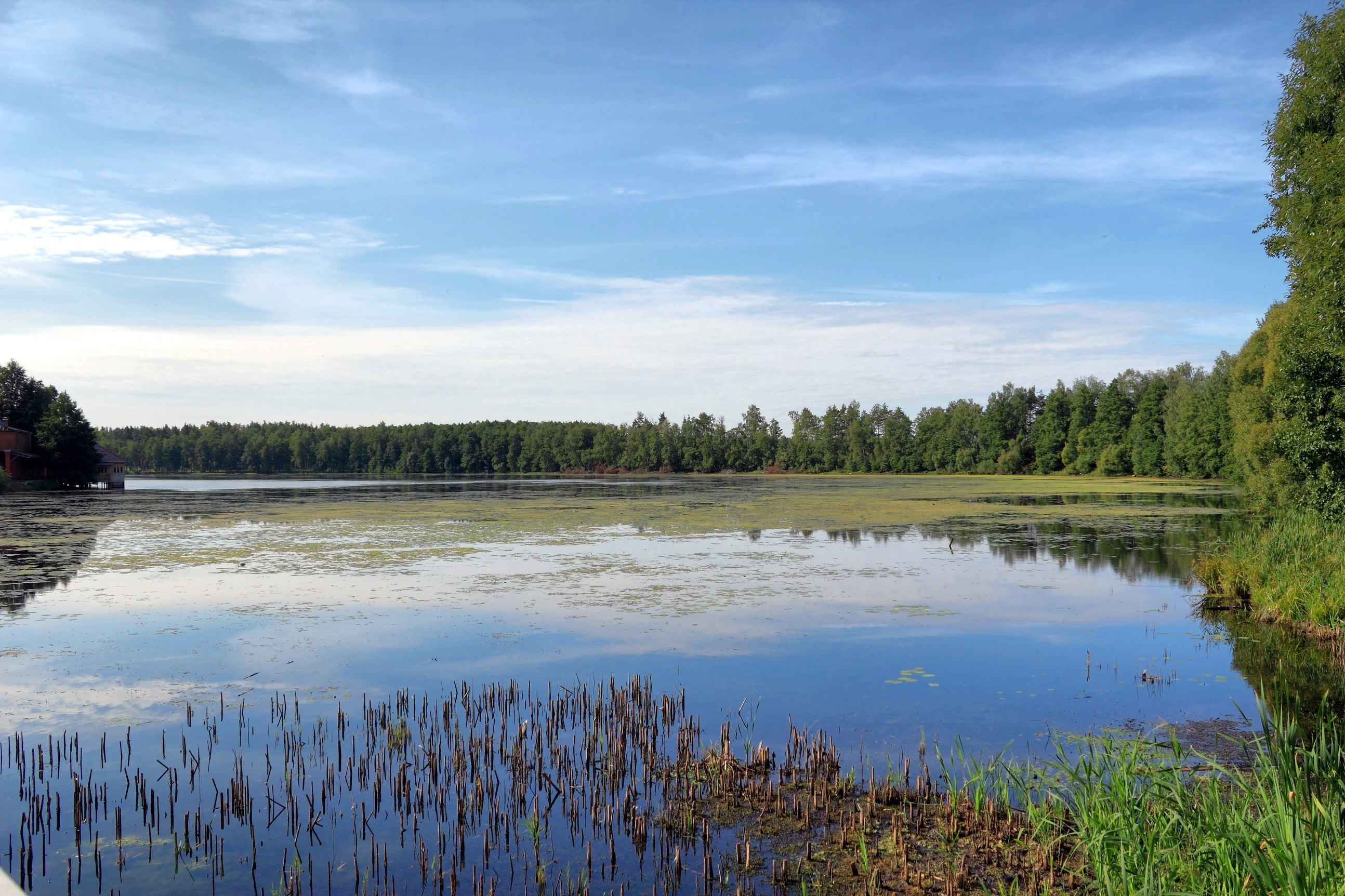
Озеро к северу (справа) от нынешнего главного монастырского моста.

Монастырский остров возвышается над водой «не более, чем на 2 фута», что составляет около 60 см. Почва здесь очень сухая, поэтому в монастырских погребах никогда не бывает воды. В 1711 году монастырю были отданы «рыбные ловли» Вяцкого озера, земля же вокруг озера осталась во владении князей Голицыных. В 1831 году островной обители пожалованы 20 десятин приозёрной земли, что окончательно закреплено в 1861 году судебным вердиктом, и озеро становится монастырским полностью.
В 1918 году монастырь закрывают, а его имущество — и островное, и материковое — используют последовательно: под дом престарелых и инвалидов, детский дом, женскую подростковую колонию, трудовую воспитательную колонию (женскую). С 1993 года на острове вновь монастырь, но теперь — женский.
К востоку от Введенского озера лежат ещё два водоёма: озёра Белое и Чёрное. Белое озеро, мимо которого проходит дорога из посёлка Введенского в Покров, значительно меньше Введенского озера и занимает по площади 2 га. Чёрное — чуть больше Введенского и площадь его водного зеркала равняется 30 га.